# Jakow Iljitsch Frenkel

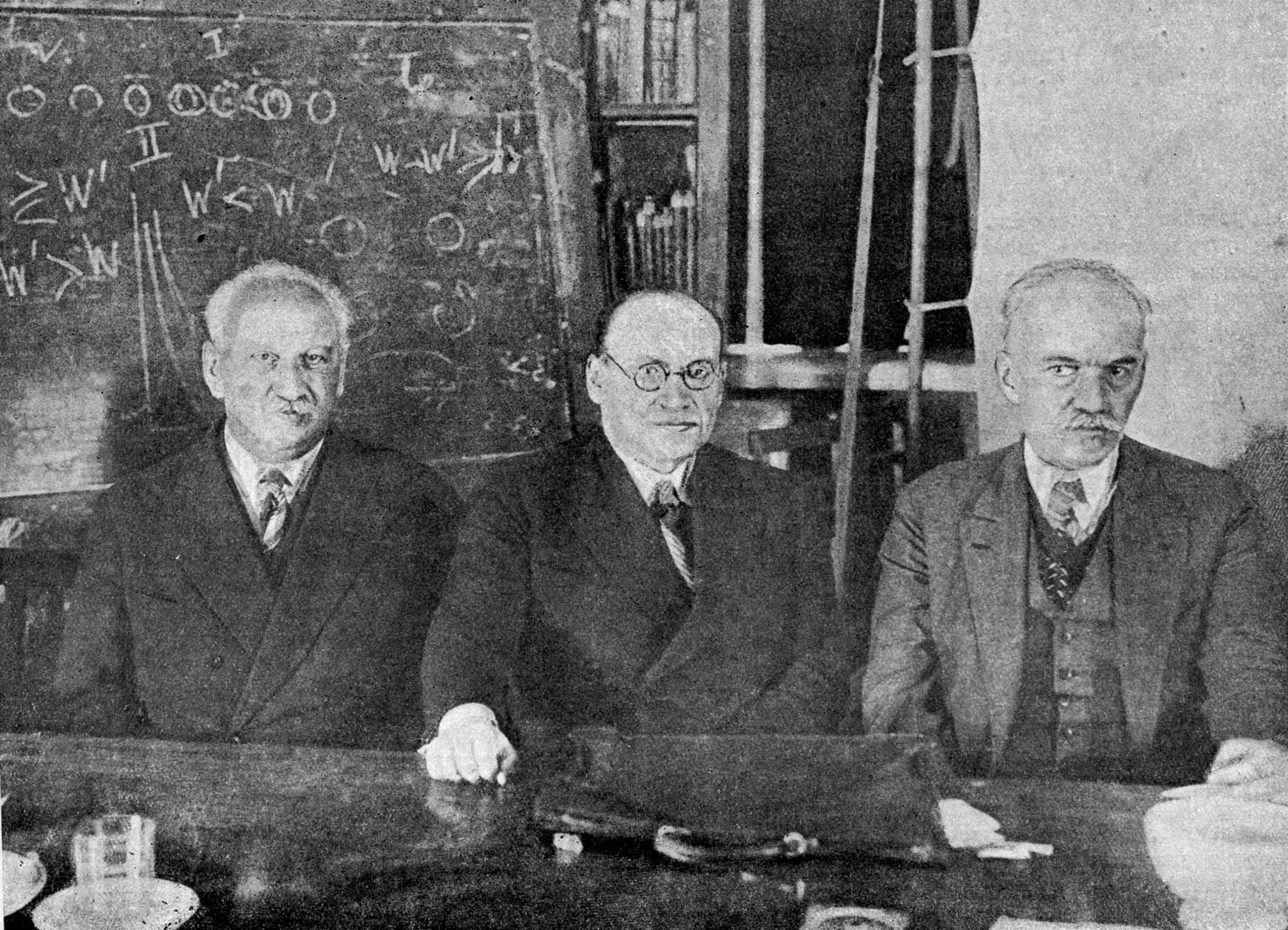
Frenkel (Mitte) mit Alexander Goldman und Abram Joffe

Jakow Iljitsch Frenkel (russisch Яков Ильич Френкель, wiss. Transliteration Jakov Il'ič Frenkel; * 29. Januarjul. / 10. Februar 1894greg. in Rostow am Don, Russisches Kaiserreich; † 23. Januar 1952 in Leningrad) war ein sowjetischer Physiker.

## Leben
Frenkel wurde in eine jüdische Familie in Rostow am Don als erstes Kind von Rosalija Abramowna Batkina und Ilja Abramowitsch Frenkel geboren.
Nach Abschluss der Schulausbildung mit Auszeichnung begann er 1913 ein Studium der Physik und Mathematik an der Universität St. Petersburg, das er 1916 abschloss. Er blieb dann an der Universität, um sich auf eine Professur vorzubereiten.
Im Dezember 1920 heiratete er Sarra Isaakowna Gordina auf der Krim, wo er als Dozent tätig war. 1921 wurde er wissenschaftlicher Mitarbeiter des Physikalisch-Technischen Instituts (FTI) der Akademie der Wissenschaften der UdSSR in Petrograd, in dem er bis zu seinem Tode blieb. 1925 bereiste er Europa.
Frenkel verfasste zahlreiche Bücher in mehreren Bereichen der Physik und war seit 1929 Korrespondierendes Mitglied der Sowjetischen Akademie der Wissenschaften. 1930 wurde er Fellow der American Physical Society.
Am bekanntesten sind seine Beiträge zur Festkörperphysik. Nach ihm sind der Frenkel-Defekt, das 'Frenkel-Kontorowa-Modell' und das Frenkel-Exziton benannt. Auch die Begriffe  Phonon und Tunneleffekt, die er 1932 zum ersten Mal in seinem Buch „Wave Mechanics, Elementary Theory“ verwandte, gehen auf ihn zurück.
Frenkels Söhne Sergei und Wiktor waren ebenfalls Physiker.

## Veröffentlichungen
- Statistische Physik. Akademie-Verlag, Berlin 1957
- Prinzipien der Theorie der Atomkerne. Akademie-Verlag, Berlin 1957
- Kinetische Theorie der Flüssigkeiten. Deutscher Verlag der Wissenschaften, Berlin 1957